# Puigmorer
El Puigmorer és una muntanya de 796 metres que es troba al municipi de Vilada, a la comarca catalana del Berguedà.